# Patricia Ferguson
Patricia Ferguson, née le 24 septembre 1958 à Glasgow en Écosse, est une personnalité politique britannique. Elle est élue députée en 2024 pour le Scottish Labour Party (parti travailliste écossais) pour la circonscription de Glasgow West.

## Biographie

### Enfance et formation
Bailie Patricia Ferguson fait ses études secondaires au couvent Garnethill entre 1970 et 1976, et au Glasgow College of Technology, où elle obtient un Higher National Certificate en administration publique en 1978.

### Carrière
Avant de se lancer en politique, Patricia Ferguson travaille comme administratrice du NHS Scotland de 1978 à 1990, puis du Scottish Trades Union Congress jusqu'en 1994 et du Scottish Labour Party jusqu'en 1999 dont elle est membre.
De mai 1999 à 2016, elle est élue au Parlement écossais pour la circonscription Glasgow Maryhill et Springburn. De 1999 à 2001 elle est vice-présidente du Parlement écossais et membre de plusieurs comités de normes et prédures. Elle perd son siège face à Bob Doris du Parti national écossais (SNP).
De novembre 2001 à 2007, elle est membre du cabinet écossais du premier ministre Jack McConnell. En octobre 2004, elle est ministre du tourisme, de la culture et des sports.
En 2022, elle devient conseillère municipale à Glasgow avec trois autres personnes dont son collègue travailliste Paul Carey pour représenter le pupille Drumchapel/Anniesland.
En 2024, elle est élue députée face à Carol Monaghan du SNP, le candidat sortant.